# Мариян Христов
Мариян Георгиев Христов е български футболист, национал. Роден е на 29 юли 1973 г. в Ботевград. Висок е 194 см и тежи 83 кг.

## Кариера
Играл е като полузащитник и нападател за отборите на Балкан (Ботевград), Славия, Левски (София) и Кайзерслаутерн (Германия). От есента на 2004 г. играе за Волфсбург (Германия). В евротурнирите за Левски има 6 мача (4 за купата на УЕФА и 2 за КНК), а за купата на страната има 13 мача и 4 гола за „сините“ и 3 мача и 1 гол за Славия. Участник на Световното първенство по футбол през 1998 г. във Франция (в 2 мача) и на Европейското първенство по футбол през 2004 г. в Португалия (в 3 мача). Шампион на Германия през 1998 г. с отбора на Кайзерслаутерн. Вицешампион на България през 1996 г. с Левски и двукратен финалист за купата на страната през 1996 и 1997 г. Има 45 мача и 4 гола за националния отбор.

## Статистика по сезони
- Балкан - 1993/94 - „В“ РФГ, 19 мача/6 гола
- Славия - 1994/95 - „А“ РФГ, 26/8
- Левски - 1995/96 - „А“ РФГ, 28/10
- Левски - 1996/97 - „А“ РФГ, 28/9
- Кайзерслаутерн - 1997/98 - Бундеслига, 22/5
- Кайзерслаутерн - 1998/99 - Бундеслига, 19/3
- Кайзерслаутерн - 1999/00 - Бундеслига, 22/3
- Кайзерслаутерн - 2000/01 - Бундеслига, 31/4
- Кайзерслаутерн - 2001/02 - Бундеслига, 13/3
- Кайзерслаутерн - 2002/03 - Бундеслига, 8/2
- Кайзерслаутерн - 2003/04 - Бундеслига, 31/8
- Волфсбург - 2004/05 - Бундеслига, 6/2
- Волфсбург - 2005/06 - Бундеслига, 9/2
- Волфсбург - 2006/07 - Бундеслига,
- Балкан - 2007/08 - „Б“ ПФГ
- Балкан - 2008/09 - „Б“ ПФГ